# Nŏdo inkan-ini
Nŏdo inkan-ini (v korejském originále 너도 인간이니, Neodo Inganini; anglický název: Are You Human?) je jihokorejský 36dílný televizní seriál z roku 2018, v němž hrají So Kang-džun, Kong Sung-jon. Vysílal se na stanici KBS2 od 4. června do 7. srpna 2018 každé pondělí a úterý ve 22.00.

## Obsazení
| So Kang-džun  | Nam Sin/Nam Sin III |
| Kong Sung-jon | Kang So-pong        |